# Giancarlo Petaccia
Giancarlo Petaccia Fasce (Santiago; 23 de agosto de 1968) es un periodista y presentador de televisión chileno reconocido por haber conducido programas como Primer plano, Mira quien habla y Secreto a voces.

## Carrera
Comenzó realizando spots publicitarios, hasta que debutó como conductor en La Red realizando un programa de viajes llamado Teletour que duró tres años. Su éxito en este programa derivaría en una invitación a coanimar junto a Susana Roccatagliata el Festival de la OTI y, más tarde, en la realización de un espacio de viajes en La mañana del 13 conducido por Paulina Nin de Cardona.
Sin embargo, su apogeo vino cuando aceptó conducir el estelar de farándula Primer Plano junto a la fallecida actriz Carolina Fadic y Patricia Larraín. Se mantuvo al mando del programa por cuatro años, hasta que en 2006 se va a Mega para conducir el nuevo espacio de farándula Mira quien habla.
Posteriormente, se hizo cargo de programas como Morandé con compañía y Secreto a voces.
En noviembre de 2012, decidió poner término al contrato con Mega, puesto que no llegó a acuerdo con la casa televisiva, donde solo tenía como proyecto la animación de Sábado por la Noche, cosa que no fue de su agrado. Un año después el 27 de febrero de 2014 vuelve a la televisión a Canal 13 conduciendo el programa de farándula Alfombra roja.

## Televisión

### Programas de televisión
| Año       | Programa                   | Rol                    | Canal       |
| --------- | -------------------------- | ---------------------- | ----------- |
| 1997-1999 | Teletour                   | Conductor              | La Red      |
| 2000      | Festival de la OTI         | Conductor              | Canal 13    |
| 2000      | La Mañana del 13           | Periodista             | Canal 13    |
| 2002-2006 | Primer Plano               | Conductor              | Chilevisión |
| 2006-2011 | Mira quien habla           | Conductor              | Mega        |
| 2008      | Ellos están entre nosotros | Conductor              | Mega        |
| 2010      | Vive Sudáfrica             | Conductor              | Mega        |
| 2010      | Con la camiseta puesta     | Conductor              | Mega        |
| 2011      | Vive USA                   | Conductor              | Mega        |
| 2011-2012 | Secreto a voces            | Conductor              | Mega        |
| 2011      | Morandé con compañía       | Conductor reemplazante | Mega        |
| 2012      | Festival Viva Dichato      | Presentador            | Mega        |
| 2012      | Mucho Gusto                | Conductor reemplazante | Mega        |
| 2012      | Sábado por la noche        | Conductor              | Mega        |
| 2013      | Buenos días a todos        | Invitado               | TVN         |
| 2014      | Alfombra roja              | Conductor              | Canal 13    |
| 2015      | De Aquí No Sale            | Conductor              | UCV TV      |
| 2016-2018 | Nessun Dorma: Nadie Duerma | Conductor              | UCV TV      |
| 2017      | La divina comida           | Participante anfitrión | Chilevisión |

## Otros proyectos
- Candela FM - Locutor radial.
- Los Indomables (Café Concert).